# Адалберт фон Равенщайн
Адалберт фон Равенщайн (на немски: Adalbert von Ravenstein; † ок. 1121) е граф на Равенщайн, граф на Елхинген близо до Улм и граф на Иренберг.

## Произход
Той произлиза вероятно от графовете фон Дилинген. Граф Адалберт фон Равенщайн основава заедно със съпругата си Берта фон Бол преди 1120 г. манастир Елхинген в долината близо до Дунав.
Чрез дъщеря му Луитгард фон Равенщайн той е прародител на херцозите, курфюрстовете и кралете на Швабия.

## Фамилия
Адалберт фон Равенщайн се жени за Бертрада (Берта) фон Бол от Швабия от фамилията Хоенщауфен (* 1088/89, † сл. 1120/пр. 1142), сестра на крал Конрад III († 1152), немски крал (1138 – 1152), дъщеря на херцог Фридрих I от Швабия († 1105) и Агнес от Вайблинген († 1143), дъщеря на император Хайнрих IV. Те имат дванадест деца, известна е дъщеря им:
- Луитгард фон Равенщайн († 19 юни 1146 в манастир Гербщет), графиня от Елхинген-Иренберг, омъжена ок. 1119 г. за маркграф Конрад I фон Mайсен († 5 февруари 1157) от род Ветини[6]

Вдовицата му Берта фон Бол се омъжва втори път за граф Хайнрих фон Берг-Айхелберг († пр. 1138)